# تسشپلین
تسشپلین (به آلمانی: Zschepplin) یک شهر در آلمان است که در Eilenburg-West management association واقع شده‌است. تسشپلین ۳٬۲۶۴ نفر جمعیت دارد.